# Black Summer
Black Summer är en amerikansk zombieapokalyps dramaserie, skapad av Karl Schaefer och John Hyams. Första säsongen består av 8 avsnitt och släpptes på Netflix den 11 april 2019.
Serien är producerad av The Asylum, samma produktionsbolag som ligger bakom Z Nation, och är skriven och regisserad primärt av Hyams. Jamie King har huvudrollen Rose, en mamma som har separerat från sin dotter under de första dagarna av zombieapokalypsen. Inspelningarna har skett primärt i Calgary, Alberta i Kanada.

## Handling
Sex veckor efter zombieapokalypsen separeras mamman från sin dotter, och påbörjar en riktigt tuff resa där hon inte ger sig förrän hon hittat henne. Hon blir tvungen att möta en fientlig värld och fatta brutala beslut tillsammans med några hjälpsamma amerikanska flyktingar, under den mest dödliga sommaren.

## Rollista (i urval)

### Huvudroller
- Jamie King – Rose
- Justin Chu Cary – Julius James
- Christine Lee – Ooh "Sun" Kyungsun
- Jr. Sal Velez – William Velez
- Kelsey Flower – Lance

### Biroller
- Mustafa Alabssi – Ryan
- Nyren B. Evelyn – Earl
- Erika Hau – Carmen
- Edsson Morales – Manny
- Aidan Fink – skolans rektor
- Kash Hill – kille på skolan
- Stafford Hill – Phil
- Nathaniel Acrand – Governale
- Tom Carey – Bronk
- Ty Olsson – Patrick
- Zoe Marlett – Anna